# St. Johannes der Täufer (Neidhardswinden)

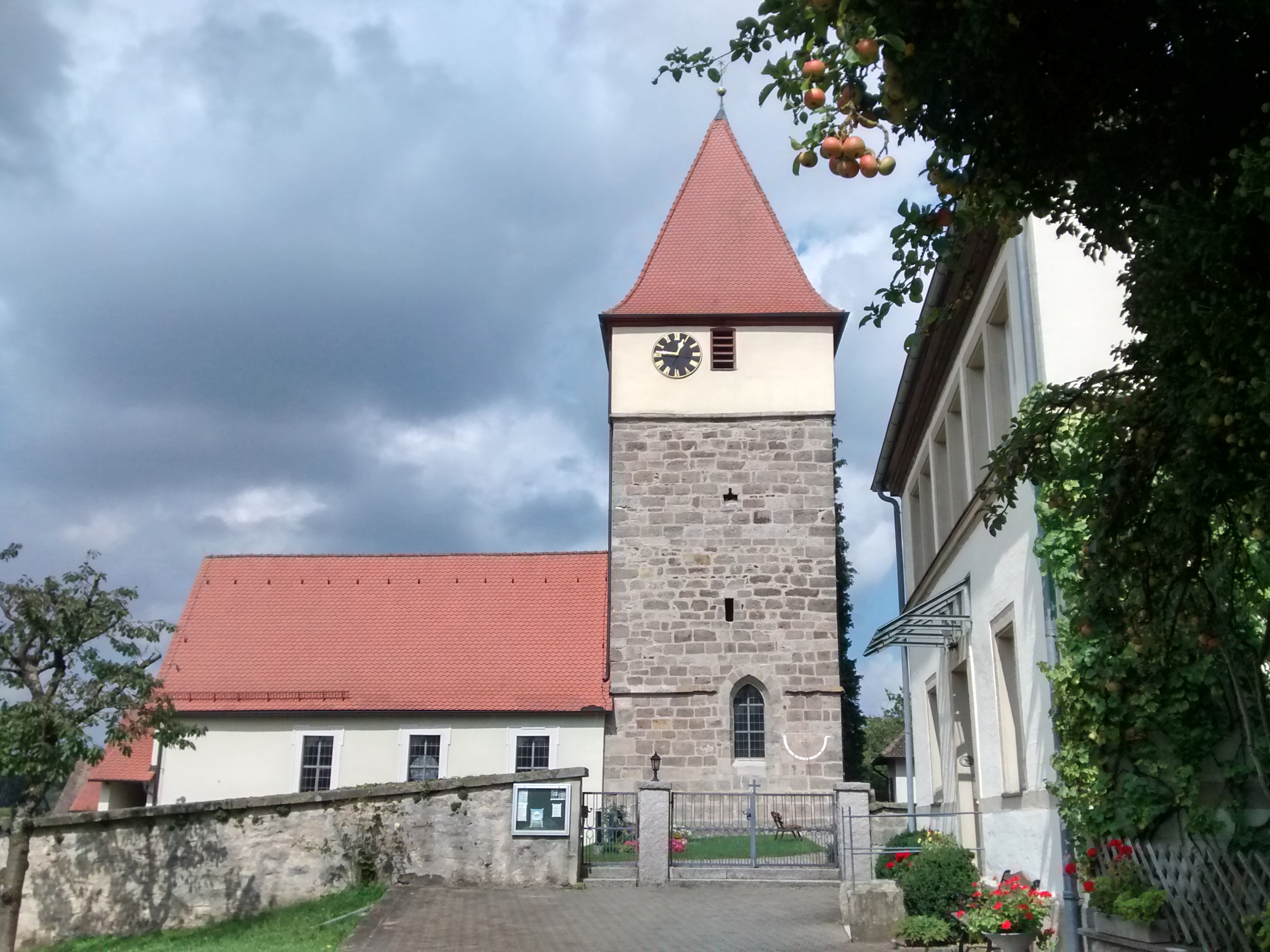
St. Johannes der Täufer in Neidhardswinden

Die denkmalgeschützte evangelische Pfarrkirche St. Johannes der Täufer steht in Neidhardswinden, einem Gemeindeteil des Marktes Emskirchen im Landkreis Neustadt an der Aisch-Bad Windsheim (Mittelfranken, Bayern). Das Bauwerk ist unter der Denkmalnummer D-5-75-121-46 als Baudenkmal in der Bayerischen Denkmalliste eingetragen. Die Kirchengemeinde gehört zur Pfarrei Emskirchen im Dekanat Neustadt im Kirchenkreis Nürnberg der Evangelisch-Lutherischen Kirche in Bayern.

## Beschreibung
Die Saalkirche aus Langhaus und Chorturm stammt im Kern aus dem 14. Jahrhundert. Das Langhaus wurde 1726 umgebaut. Der dreigeschossige Chorturm im Osten wurde im 18. Jahrhundert um ein Geschoss aus verputztem Holzfachwerk aufgestockt, das die Turmuhr und den Glockenstuhl beherbergt, und ist mit einem Pyramidendach bedeckt. 
Der Innenraum des Chors, d. h. das Erdgeschoss des Chorturms, ist mit einem Kreuzrippengewölbe überspannt, der des Langhauses mit einem hölzernen Tonnengewölbe. An einer Längsseite des Langhauses wurde eine Empore eingebaut und an einer Schmalseite, auf er die 1727 von Johann Christoph Wiegleb gebaute
Orgel steht.